# Moca (Dominicaanse Republiek)
Moca is een stad en gemeente (183.000 inwoners) in de Dominicaanse Republiek. Het is de hoofdstad van de provincie Espaillat. De stad ligt midden in het belangrijkste koffieteeltgebied van het land. 
De stad is berucht vanwege de betrokkenheid van haar inwoners bij acht moorden op presidenten, waaronder Ulises Heureaux, die vanaf 1882 president was van de Dominicaanse Republiek en in 1899 werd vermoord.

## Bestuurlijke indeling
De gemeente bestaat uit drie gemeentedistricten (distrito municipal):
José Contreras, Moca en San Víctor.
- Biblioteca Nacional de España: XX5282858
- Gemeinsame Normdatei: 124858-3
- Library of Congress Control Number: n85230755
- Nationale Bibliotheek van Israël: 987007562324905171
- Virtual International Authority File: 151874272
- WorldCat: E39PBJyrRfBk3q7wPQDFHy4pfq

Azua · Bajos de Haina · Baní · Barahona · Boca Chica · Bonao · Comendador · Cotuí · Dajabón · El Seibo · Hato Mayor · Higüey · Jimaní · La Romana · La Vega · Los Alcarrizos · Mao · Moca · Monte Cristi · Monte Plata · Nagua · Neiba · Pedernales · Puerto Plata · Sabaneta · Salcedo · Samaná · San Cristóbal · San Francisco de Macorís · San José de Ocoa · San Juan · San Pedro de Macorís · Santiago · Santo Domingo de Guzmán · Santo Domingo Este · Santo Domingo Norte · Santo Domingo Oeste